# Слетшёэ, Арне
Арне Бернхард Слетшёэ (норв. Arne Bernhard Sletsjøe; 8 апреля 1960, Осло) — норвежский гребец-байдарочник, выступал за сборную Норвегии на всём протяжении 1980-х годов. Участник двух летних Олимпийских игр, чемпион мира, победитель многих регат национального и международного значения. Также известен как математик, доктор наук, преподаватель Университета Осло.

## Биография
Арне Слетшёэ родился 8 апреля 1960 года в Осло в семье известного альтиста. Активно заниматься греблей начал с раннего детства, проходил подготовку в столичном каноэ-клубе «Норд».
Первого серьёзного успеха на взрослом международном уровне добился в 1983 году, когда попал в основной состав норвежской национальной сборной и побывал на чемпионате мира в финском Тампере, откуда привёз награду серебряного достоинства, выигранную в зачёте четырёхместных байдарок на дистанции 10000 метров — лучше финишировал только экипаж из СССР. Благодаря череде удачных выступлений удостоился права защищать честь страны на летних Олимпийских играх 1984 года в Лос-Анджелесе — в четвёрках на километровой дистанции дошёл до стадии полуфиналов, где показал на финише четвёртый результат.
В 1987 году Слетшёэ выступил на мировом первенстве в немецком Дуйсбурге, где в четвёрках на десяти километрах обогнал всех своих соперников и завоевал тем самым золотую медаль. Будучи одним из лидеров гребной команды Норвегии, благополучно прошёл квалификацию на Олимпийские игры 1988 года в Сеуле — в четвёрках на тысяче метрах вновь дошёл до полуфинала, но в полуфинале не финишировал. Вскоре по окончании этой Олимпиады принял решение завершить карьеру профессионального спортсмена, уступив место в сборной молодым норвежским гребцам.
Имеет высшее образование, в 1983 году окончил Университет Осло, а в 1989 году получил докторскую степень в области математики. Впоследствии остался работать в университете в постдокторантуре, член Норвежского математического общества. В течение некоторого времени занимал должность президента Федерации гребли на байдарках и каноэ Норвегии. В настоящее время вместе с семьёй проживает в коммуне Берум, женат на норвежской гребчихе Ингеборге Расмуссен, у них есть двое детей.